# Federica Mogherini
Federica Mogherini (Rome, 16 juni 1973) is een Italiaanse politica. Ze was van 22 februari 2014 tot 30 oktober 2014 minister van Buitenlandse Zaken van Italië en was na Emma Bonino en Susanna Agnelli de derde vrouwelijke minister van Buitenlandse Zaken van Italië. Van 1 november 2014 t/m 30 november 2019 bekleedde ze de functie van hoge vertegenwoordiger voor Buitenlandse Zaken en Veiligheidsbeleid van de Europese Unie en was ze vicevoorzitter van de Europese Commissie.

## Biografie

### Studie
Mogherini studeerde politicologie aan de Sapienza-universiteit in Rome waar ze afstudeerde op een scriptie over de relatie tussen religie en politiek binnen de islam. Daarna studeerde ze aan het prestigieuze Institut d'études politiques d'Aix-en-Provence (Sciences Po Aix).

### Politieke carrière
In 1996 werd Mogherini lid van de linkse jongerenorganisatie Sinistra giovanile. In 2001 werd ze lid van de Nationale Raad van de Democratici di Sinistra, een linkse Italiaanse politieke partij. Later werd ze lid van het Nationaal Bestuur en het Politiek Comité van de partij. In 2003 ging ze werken bij het buitenlanddepartement van de partij, eerst als hoofd van de betrekkingen met bewegingen, daarna als coördinator van het departement en uiteindelijk als hoofd Internationale Relaties. Ze volgde in het bijzonder de dossiers rondom Irak, Afghanistan en het vredesproces in het Midden-Oosten.
Ze onderhield contacten met de Partij van de Europese Sociaaldemocraten, de Socialistische Internationale en partijen die daar deel van uitmaken. Ze focuste zich voornamelijk op de relatie met de Amerikaanse Democratische Partij.
Vanaf de oprichting van de Italiaanse Democratische Partij (Partito Democratico) in oktober 2007 tot aan april 2008 en later van februari tot november 2009 was ze werkzaam als leidinggevende bij de partij. In 2008 werd ze verkozen tot lid van de Kamer van Afgevaardigden van het Italiaanse parlement waar ze onder meer werkzaam was als secretaris van de commissie Defensie.
Op 24 februari 2009 benoemde Dario Franceschini, secretaris van de Democratische Partij, haar tot hoofd Gelijke Kansen in het nieuwe partijsecretariaat. Ze is een van de leiders van de Area Democratica van Dario Franceschini, een stroming binnen de partij.
In februari 2013 werd ze herkozen als lid van de Kamer van Afgevaardigden. Sinds haar herverkiezing behaalde ze een aanwezigheidspercentage in het parlement van 98,2%.
Op 9 december 2013 werd ze hoofd Europese Zaken in het nieuwe partijsecretariaat onder leiding van de nieuwe partijsecretaris Matteo Renzi.

#### Minister van Buitenlandse Zaken
Op 21 februari 2014 maakte Matteo Renzi de aanstelling van Mogherini als minister van Buitenlandse Zaken in zijn eerste regering bekend. De volgende dag legde ze een eed af en nam ze officieel de ministerspost aan.

#### Hoge vertegenwoordiger voor Buitenlandse Zaken en Veiligheidsbeleid
Na de grote overwinning van de Italiaanse fractie van de Progressieve Alliantie van Socialisten en Democraten in de Europese Parlementsverkiezingen van 2014 werd Mogherini genoemd als opvolger van Catherine Ashton als hoge vertegenwoordiger voor Buitenlandse Zaken en Veiligheidsbeleid van de Europese Unie. Op 30 augustus 2014 benoemde de Europese Raad haar met ingang van 1 november 2014 in die functie. In die hoedanigheid liet zij weten met de hele EU te willen streven naar de erkenning van Palestina. Ook vindt zij dat de politieke islam een plaats in de Europese politiek verdient.
In 2015 ontving Mogherini lof voor haar rol tijdens de onderhandelingen van het Gezamenlijk Alomvattend Actieplan (JCPOA), een internationale overeenkomst met betrekking tot het Iraanse nucleaire programma. Samen met de Iraanse Minister van Buitenlandse Zaken, Mohammad Javad Zarif, kondigde zij het akkoord aan aan de rest van de wereld.

### Academische carrière
Bij de aanvang van het academiejaar 2020-2021 werd Federica Mogherini rector van het Europacollege in Brugge en Natolin.

## Politieke standpunten

### China
Op 11 september 2018 kaartte Mogherini een aantal kwesties aan in het Europees Parlement, namelijk de Xinjian heropvoedingskampen en mensenrechtenschendingen tegen de Oeigoeren.

### Iran
Tijdens een briefing met de Nieuw-Zeelandse Minister van Buitenlandse Zaken Winston Peters, haar eerste officiële bezoek als Hoge Vertegenwoordiger, plaatste Mogherini vraagtekens achter de Amerikaanse sancties jegens Iran. Zij stelde dat de EU kleine en middelgrote bedrijven juist aanmoedigt om meer handel te bedrijven met en in Iran als onderdeel van de EU's veiligheidsprioriteiten.

### Rusland
Op 27 april 2017 bracht Mogherini haar eerste officiële bezoek aan Rusland. Zij sprak daar met Sergei Lavrov over onder anderen de annexatie van de Krim en discriminatie van homoseksuelen in Tsjetsjenië. Mogherini gaf te kennen dat zij de voorkeur gaf aan samenwerking boven confrontatie.

## Privé
Ze was van 2007 tot 2017 getrouwd met Matteo Rebesani. Samen kregen ze twee dochters.
Vytenis Andriukaitis · Andrus Ansip (tot 2 juli 2019) · Dimitris Avramopoulos · Elżbieta Bieńkowska · Violeta Bulc · Miguel Arias Cañete  · Corina Crețu (tot 2 juli 2019) · Valdis Dombrovskis  · Marija Gabriel (vanaf 4 juli 2017) · Kristalina Georgieva (tot 1 januari 2017) · Johannes Hahn · Jonathan Hill (tot 15 juli 2016) · Phil Hogan  · Věra Jourová · Jean-Claude Juncker · Jyrki Katainen · Julian King (vanaf 19 september 2016) · Cecilia Malmström · Neven Mimica · Carlos Moedas · Federica Mogherini · Pierre Moscovici · Tibor Navracsics · Günther Oettinger · Maroš Šefčovič · Christos Stylianides · Marianne Thyssen · Frans Timmermans · Karmenu Vella · Margrethe Vestager